# 霍盧比尼夫卡
48°10′53″N 34°27′6″E / 48.18139°N 34.45167°E
霍盧比尼夫卡（羅馬化：Holubynivka）是烏克蘭中部的村莊，隸屬第聶伯羅彼得羅夫斯克州的第聶伯羅區。該村處於赫魯希夫卡河左岸，分別距離亞基米夫卡1.5公里和康斯坦丁尼夫卡2公里，海拔高度116米，2001年人口31。